# Ronde van Vlaanderen 1937
De 21ste editie van de Ronde van Vlaanderen werd verreden op 21 maart 1937 over een afstand van 267 km van Mariakerke naar Wetteren. De gemiddelde uursnelheid van winnaar Michel D'Hooghe was 35,679 km/h. Het startschot werd gegeven om 8u15 door veldloopkampioen Oscar Van Rumst in Mariakerke.

## Controleposten
Er waren langsheen het parcours vliegende controles in Brugge, Kortrijk, Zottegem en Aalst. Er waren ook twee vaste controlepunten in Oostende en Ronse, er was een bevooradingspost in Roeselare.

## Hellingen
- Kwaremont
- Kruisberg
- Edelareberg

## Uitslag
| Rang | Renner               | Land   | Ploeg              | Tijd  |
| ---- | -------------------- | ------ | ------------------ | ----- |
| 1    | Michel D'Hooghe      | België | Van Hauwaert       | 7h29' |
| 2    | Hubert Deltour       | België | Alcyon-Dunlop      | z.t.  |
| 3    | Louis Hardiquest     | België | Dilecta-Wolber     | z.t.  |
| 4    | Adolphe Braeckeveldt | België | Helyett-Splendor   | z.t.  |
| 5    | Alfons Schepers      | België | Colin - Wolber     | z.t.  |
| 6    | Albert Hendrickx     | België | Labor-Dunlop       | z.t.  |
| 7    | René Walschot        | België | J.B. Louvet-Wolber | z.t.  |
| 8    | Jean Wauters         | België | Helyett-Splendor   | z.t.  |
| 9    | Sylvère Maes         | België | Alcyon-Dunlop      | z.t.  |
| 10   | Albertin Disseaux    | België | Helyett-Splendor   | z.t.  |

1913 · 
1914 · 
1915 · 
1916 · 
1917 · 
1918 · 
1919 · 
1920 · 
1921 · 
1922 · 
1923 · 
1924 · 
1925 · 
1926 · 
1927 · 
1928 · 
1929 · 
1930 · 
1931 · 
1932 · 
1933 · 
1934 · 
1935 · 
1936 · 
1937 · 
1938 · 
1939 · 
1940 · 
1941 · 
1942 · 
1943 · 
1944 · 
1945 · 
1946 · 
1947 · 
1948 · 
1949 · 
1950 · 
1951 · 
1952 · 
1953 · 
1954 · 
1955 · 
1956 · 
1957 · 
1958 · 
1959 · 
1960 · 
1961 · 
1962 · 
1963 · 
1964 · 
1965 · 
1966 · 
1967 · 
1968 · 
1969 · 
1970 · 
1971 · 
1972 · 
1973 · 
1974 · 
1975 · 
1976 · 
1977 · 
1978 · 
1979 · 
1980 · 
1981 · 
1982 · 
1983 · 
1984 · 
1985 · 
1986 · 
1987 · 
1988 · 
1989 · 
1990 · 
1991 · 
1992 · 
1993 · 
1994 · 
1995 · 
1996 · 
1997 · 
1998 · 
1999 · 
2000 · 
2001 · 
2002 · 
2003 · 
2004 · 
2005 · 
2006 · 
2007 · 
2008 · 
2009 · 
2010 · 
2011 · 
2012 · 
2013 · 
2014 · 
2015 · 
2016 · 
2017 · 
2018 · 
2019 · 
2020 · 
2021 · 
2022 · 
2023 · 
2024
Lijst van beklimmingen